# Jade (Gemeinde)
Jade ist eine Gemeinde im westlichen Teil des niedersächsischen Landkreises Wesermarsch.

## Geografie

### Lage
Die Gemeinde Jade ist die westlichste Gemeinde des Landkreises Wesermarsch. Sie liegt rund 25 Kilometer nördlich von Oldenburg und rund 30 Kilometer südlich von Wilhelmshaven. Die Kreisstadt Brake ist 20 Kilometer entfernt. Sie grenzt auf 12 Kilometer Länge an den Jadebusen. Die Wapel mündet bei Jade in die Jade, die durch die Gemeinde verläuft und der Gemeinde auch ihren Namen gibt. Im Gebiet liegt der Bollenhagener Moorwald.

### Nachbargemeinden
Die Gemeinde grenzt im Norden an den Jadebusen, im Nordosten an die Gemeinde Stadland und im Südosten an die Gemeinde Ovelgönne. Beide Gemeinden gehören wie die Gemeinde Jade zum Landkreis Wesermarsch. Im Westen grenzt sie mit der Gemeinde Rastede an den Landkreis Ammerland und im Nordwesten an die Stadt Varel im Landkreis Friesland.

### Gemeindegliederung
Siedlungsschwerpunkte in der Gemeinde Jade sind die Ortschaften:
- Jaderberg (etwa 3200 Einwohner)
- Schweiburg (etwa 750 Einwohner)
- Jade (etwa 360 Einwohner)
- Mentzhausen (etwa 335 Einwohner)
- Diekmannshausen (etwa 290 Einwohner)

Der Sitz der Verwaltung befindet sich in Jade.
Neben den genannten Siedlungsschwerpunkten gehören die Bauerschaften Achtermeer, Bollenhagen, Jaderaußendeich, Kreuzmoor, Norderschweiburg, Sehestedt, Augusthausen, Rönnelmoor, Wapelersiel und Wapelergroden zur Gemeinde Jade. Sehestedt erhielt seinen Namen zu Ehren von Christian Thomesen Sehested, der sich zu Beginn des 18. Jahrhunderts um den Deichbau verdient machte.

### Flächennutzung
Die Flächennutzungstabelle macht den sehr hohen Anteil der Landwirtschaftsflächen an der Gesamtfläche der Gemeinde Jade deutlich. Rund 84 % der Gemeindefläche bestehen aus Landwirtschaftsflächen. Die Gebäude- und Freiflächen nehmen dagegen lediglich einen Anteil von rund 5 % ein. Die gesamte weitere Flächennutzung kann der folgenden Tabelle entnommen werden:
| Flächennutzung im Jahre 2011 | Fläche in ha |
| ---------------------------- | ------------ |
| Gebäude- und Freiflächen     | 501          |
| Verkehrsflächen              | 342          |
| Betriebsflächen              | 7            |
| Landwirtschaftsflächen       | 7879         |
| Forstflächen                 | 273          |
| Wasserflächen                | 219          |
| Erholungsflächen             | 27           |
| Flächen anderer Nutzung      | 108          |
| Gesamtfläche                 | 9357         |

## Geschichte
Der Graf von Oldenburg errichtete 1415 die Burg Vry-Jade als Bollwerk gegen die Rüstringer Friesen. Die Friesen konnten die Burg aber 1423 völlig zerstören. Erst 1450 wurde sie vom Oldenburger Grafen Gerd dem Mutigen erneut aufgebaut, schließlich aber 1480 durch die Hamburger geschleift. Die Hamburger hatten es dabei sicherlich auf die Seeräuber abgesehen, da Gerd der Mutige regelmäßig Kaperfahrten auf ihre Handelsschiffe ausführen ließ und Krieg gegen die Hansestadt Bremen führte. Die noch heute existierenden Siedlungen Kreuzmoor und Bollenhagen wurden um 1500 gegründet.

### Ortsname
Im 11. Jahrhundert wurde der Ort Jaden und im 13. Jahrhundert Jatha genannt.

Jade ist ein Gewässername, eine alte, vorgermanische, indogermanische Bildung. Sie enthält dieselbe Grundlage wie Jena als alter Name für einen Flussabschnitt der Saale zwischen Naumburg und Jena, ca. 830–850 Iani, weist auf eine Grundform Jania.

### Eingemeindungen
Am 1. März 1974 wurde die Nachbargemeinde Schweiburg eingegliedert.

## Politik

### Gemeinderat
Der Gemeinderat besteht aus 16 Ratsmitgliedern. Dies ist die festgelegte Anzahl für eine Gemeinde mit einer Einwohnerzahl zwischen 5001 und 6000 Einwohnern. Die 16 Ratsmitglieder werden durch eine Kommunalwahl für jeweils fünf Jahre gewählt. Die aktuelle Amtszeit begann am 1. November 2021 und endet am 31. Oktober 2026.
Stimmberechtigt im Gemeinderat ist außerdem der hauptamtliche Bürgermeister der Gemeinde.
Die vergangenen Gemeinderatswahlen ergaben folgende Sitzverteilungen:
| Partei                | 2021 | 2016 | 2011 |
| --------------------- | ---- | ---- | ---- |
| UWG                   | 7    | 6    | 5    |
| Bündnis 90/Die Grünen | 3    | 3    | 3    |
| SPD                   | 3    | 3    | 4    |
| CDU                   | 2    | 3    | 3    |
| FDP                   | 1    | 0    | 0    |
| Einzelbewerber Eilers | 0    | 1    | 1    |

### Bürgermeister
Henning Kaars von der Unabhängigen Wählergemeinschaft wurde 2007 zum hauptamtlichen Bürgermeister der Gemeinde gewählt. Er wurde 2015 und 2021 wiedergewählt.

### Wappen
Das Wappen zeigt ein Sieltor mit geschlossenen gelben Sieltüren auf blauem Grund mit einem schwimmenden Fisch darunter; alles schwarz abgesetzt, die Türhängen sind mennigrot.

### Gemeindepartnerschaften
Seit 2001 besteht eine Gemeindepartnerschaft mit dem ungarischen Ort Bakonynána. Bakonynána ist ein Dorf im Komitat Veszprém mit etwa 1.100 Einwohnern. Es liegt rund 40 Kilometer nordöstlich vom Plattensee gelegen und ist rund zwei Autostunden von der Hauptstadt Budapest entfernt.

## Kultur und Sehenswürdigkeiten

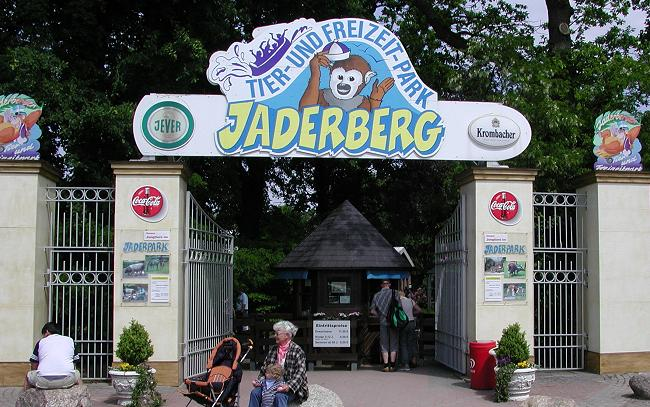
Tier- und Freizeitpark Jaderpark

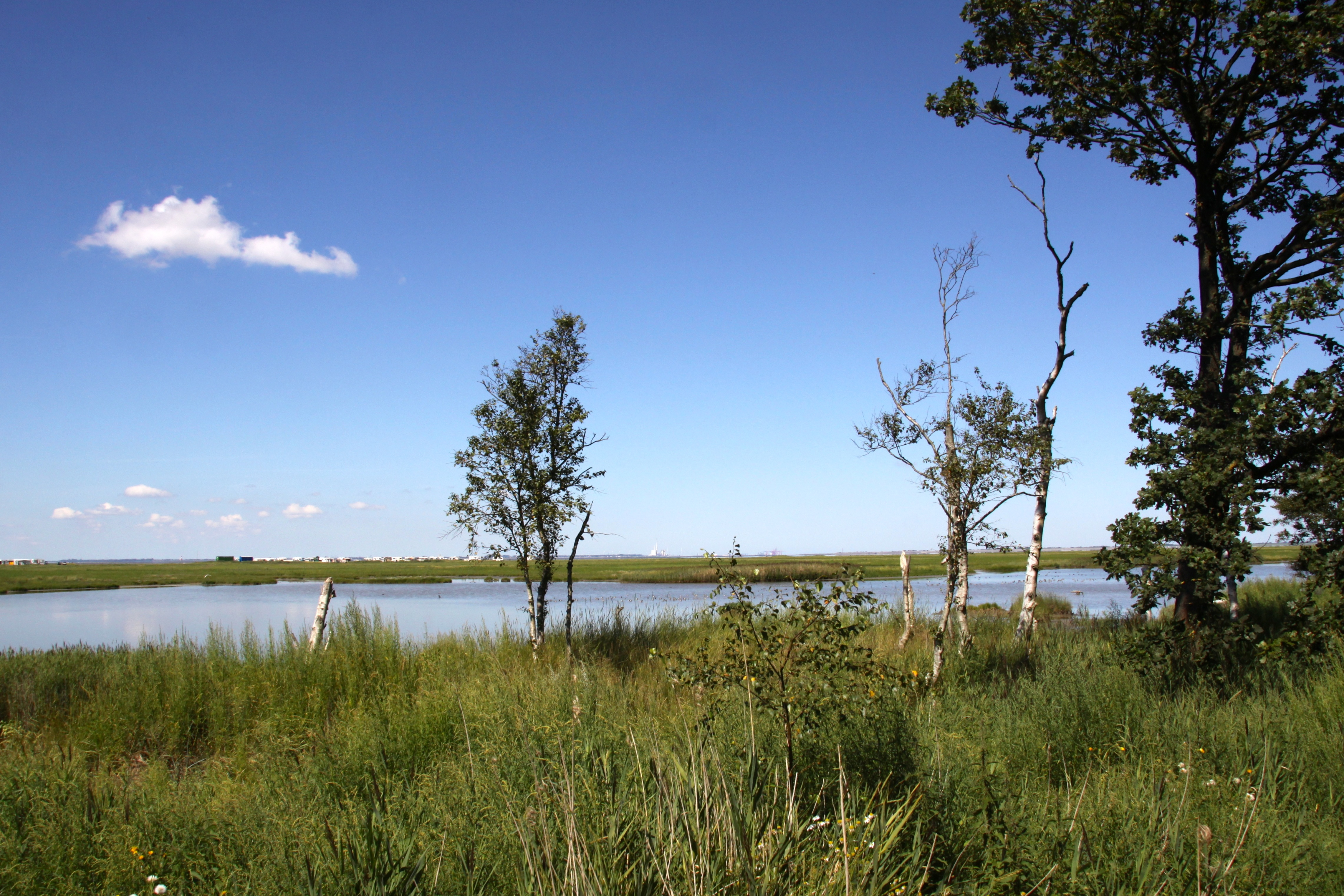
Im Schwimmenden Moor von Sehestedt

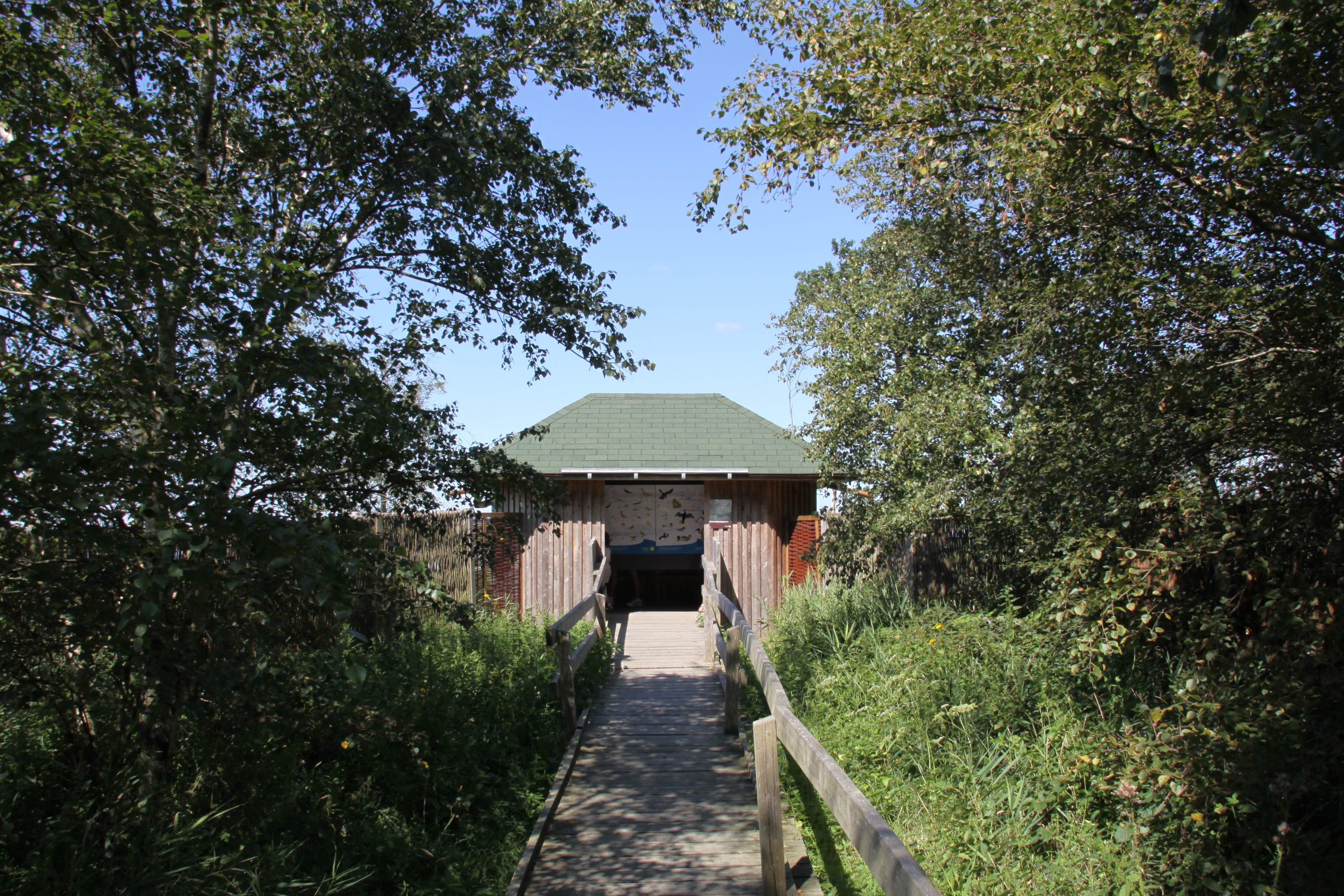
Beobachtungsstation im Schwimmenden Moor

### Sehenswürdigkeiten
Der Jaderpark in Jaderberg ist ein privat geführter Tier- und Freizeitpark mit Fahrattraktionen sowie einer Spielscheune. Der aus dem 1950 gegründeten Jaderberger Zoo entstandene Jaderpark wurde in den 1990er Jahren mit einem neuen Freizeitpark-Konzept versehen und in mehreren Schritten vollständig umgebaut. Der Tierbestand zeigt ungefähr 600 Tiere aus rund 120 verschiedenen Arten.
Die Wasser-Kaskade im Jader Ortsteil Diekmannshausen ist ein Informationszentrum zum Thema Wasser. Im 1956 errichteten und 1996 stillgelegten Speicherpumpwerk des Oldenburgisch-Ostfriesischen Wasserverbandes (OOWV) werden wissenswerte Informationen rund um das Trinkwasser und die Geschichte der Trinkwasserversorgung angeboten.

### Naturdenkmäler
Die südlich des Jadebusens gelegene Gemeinde hat eine rund 12 Kilometer lange, direkt an den Jadebusen angrenzende Deichlinie. Das unmittelbar vor dem Deich liegende Wattgebiet gehört zum Nationalpark Niedersächsisches Wattenmeer.
Einzigartig ist das Sehestedter Außendeichsmoor am Jadebusen in Höhe des Jader Ortsteils Sehestedt. Das auch als „Schwimmendes Moor“ bezeichnete zehn Hektar große Gebiet ist seit 1986 Teil des Nationalparks Niedersächsisches Wattenmeer.
Auf dem Gemeindegebiet befindet sich zudem das Naturschutzgebiet Jaderberg. Das 18,5 Hektar große Naturschutzgebiet mit dem Kennzeichen NSG WE 094 dient dem Schutz einer Graureiherkolonie, die sich seit mindestens 50 Jahren in den Baumkronen eines Gehölzes angesiedelt haben.

### Regelmäßige Veranstaltungen
- Oktober: Jader Wasserwand – Licht- und Wasserspektakel der Jader Feuerwehr, seit Anfang der 1990er Jahre[17]

## Wirtschaft und Verkehr

### Verkehr
Die Gemeinde ist über die Autobahnabfahrt Jaderberg an die Autobahn A 29 von Oldenburg nach Wilhelmshaven angebunden. Die zwei Landesstraßen L 820 und L 862 verlaufen von der Autobahnabfahrt Jaderberg zur Bundesstraße B 437, die von Varel über das Gemeindegebiet bis zum Wesertunnel verläuft.
Über das Gemeindegebiet führt die Bahnstrecke Wilhelmshaven–Oldenburg. Die Gemeinde verfügt über einen eigenen Bahnhof "Jaderberg" an der Bahnstrecke. Die nächsten Bahnhöfe sind in Varel bzw. Rastede.
Innerhalb des Verkehrsverbundes Bremen-Niedersachsen (VBN) verkehren Linienbusse zwischen Jaderberg und den einzelnen Nachbarorten. Die Regionalbuslinien werden von unterschiedlichen Dienstleistern, u. a. von der Weser-Ems Busverkehr GmbH betrieben.

### Radfernwege
Durch das Gemeindegebiet führen zwei Radfernwege. Die Deutsche Sielroute ist ein Radfernweg durch den Landkreis Wesermarsch. Er besitzt eine Länge von 220 Kilometern und ist vor allem von der typischen Landschaft der Wesermarsch geprägt. Die Tour de Fries ist ein 250 Kilometer langer Rundkurs um den Jadebusen herum durch Teile der friesische Landschaft. Der Radfernweg führt zunächst von Wilhelmshaven per Schiff nach Eckwarderhörne auf die östliche Seite des Jadebusens und weiter per Rad um den Jadebusen herum bis nach Varel. Von dort geht es nach Süden bis Linswege, über Wiesmoor, Friedeburg und Wittmund wieder nach Norden bis Carolinensiel und von dort über Horumersiel, Hooksiel, Jever und Schortens zurück nach Wilhelmshaven.

## Infrastruktur, Öffentliche Einrichtungen

### Allgemeines
- Rathaus
- Freiwillige Feuerwehren in Jade, Jaderberg, Schweiburg und Südbollenhagen sowie die Jugendfeuerwehr Jade
- Turnhallen in Jaderberg

### Bildung
- In Jade gibt es zwei Grundschulen, die als verlässliche Grundschulen geführt werden. Ihre Trägerschaft liegt bei der Gemeinde.
- Das Jade-Gymnasium in Jaderberg ist ein staatlich anerkanntes Gymnasium in freier Trägerschaft. Träger ist ein eingetragener gemeinnütziger Schulverein, der die Beschulung von Kindern am Gymnasium von der Mitgliedschaft eines Elternteils abhängig macht.[21]
- Die Oberschule Jade von 1969 in Jaderberg ist eine seit 2007/2008 als Ganztagsschule geführte Haupt- und Realschule. Träger ist der Landkreis Wesermarsch.[22]

### Soziales
- Kindergärten und Kindertagesstätten
  - Kommunaler Kindergarten Jaderberger Regenbogen
  - Evangelische Kindertagesstätte Jaderberger Strandläufer
  - Kommunaler Kindergarten Schweiburg

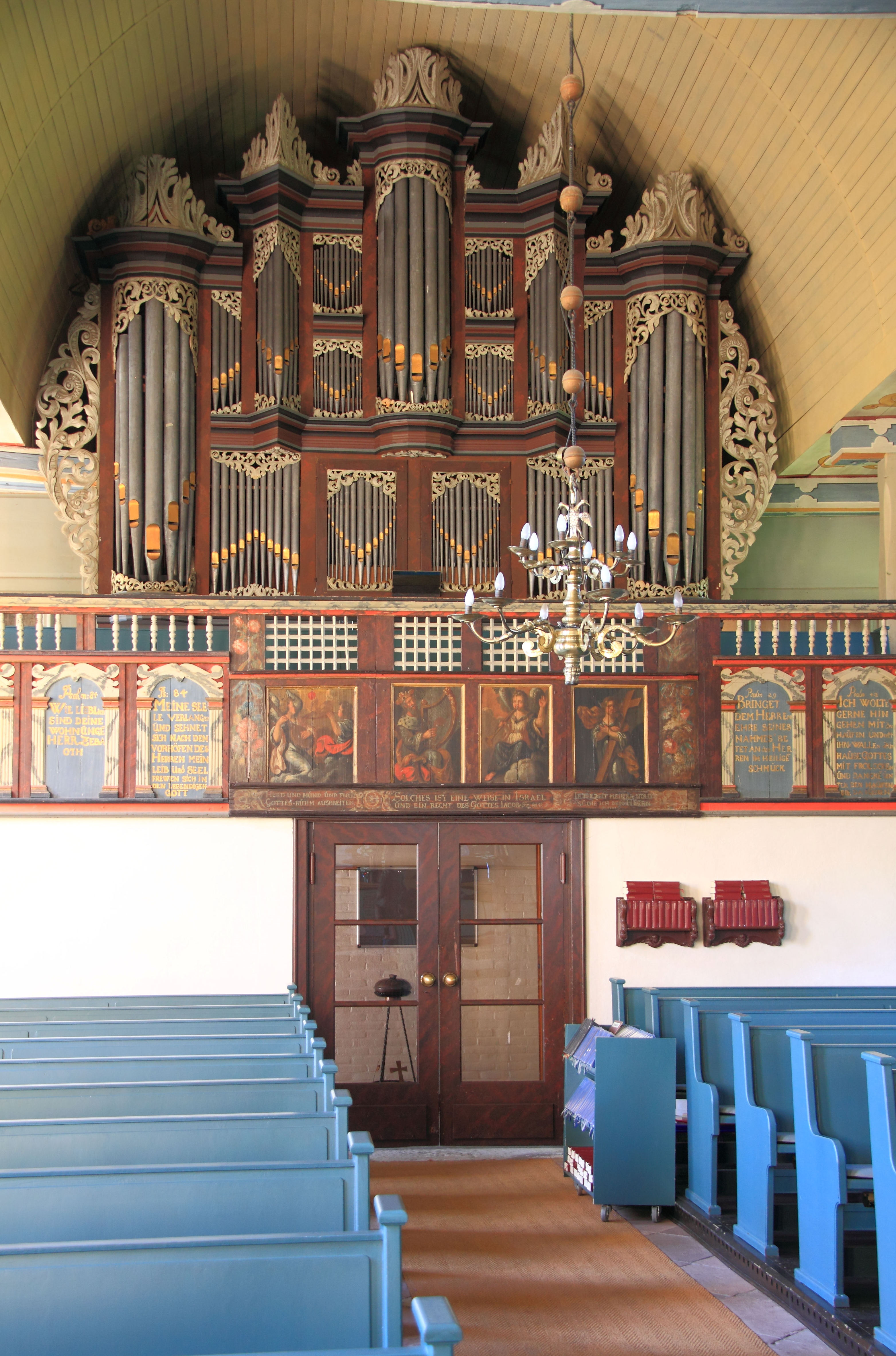
Busch-Orgel aus dem Jahr 1739 in der Trinitatiskirche

  - Kindertagesstätte Mentzhausen

### Kirchen
- In Jade sind die evangelisch-lutherischen Kirchengemeinden Jade und Schweiburg vertreten. Beide gehören zur evangelisch-lutherischen Kirche in Oldenburg.
  - Die Kirchengemeinde Jade hat rund 3000 Mitglieder, von denen 2000 in Jaderberg wohnen. Die Trinitatiskirche der Kirchengemeinde liegt am Kirchweg in Jaderaltendeich. Sie ist die älteste Kirche von Jade. Ein Vorgängerbau wurden bereits um 1524/1525 errichtet. Das Gemeindezentrum der Kirchengemeinde in Jaderberg wurde 1968 eingeweiht.[23]
  - Die Kirchengemeinde Schweiburg liegt im nordöstlichen Ortsteil Schweiburg. 1762 wurde die Kirche eingeweiht. Sie trägt nach dem Heiligen Veit den Namen Sankt-Vitus-Kirche.[24]
- Die römisch-katholische Kirchengemeinde Jaderberg hat rund 350 Mitglieder und ist Teil des Pfarrbezirks von Varel. Betreut wird die Kirchengemeinde vom Vareler Pfarrer. Die 1958 in Jaderberg errichtete Heilig Kreuz-Kirche der Kirchengemeinde hat einen fischförmigen Grundriss und bietet Platz für 80 Personen.[25]

### Medien
- Regionale und lokale Tageszeitung für Jade ist die Nordwest-Zeitung aus Oldenburg mit ihrem Lokalteil Wesermarsch-Zeitung. Neben der Printausgabe existiert eine Online-Ausgabe.[26]
- Jade gehört mit zum Verbreitungsgebiet des wöchentlich erscheinenden Anzeigenblatts Friesländer Bote. Neben der Printausgabe existiert eine Online-Ausgabe.[27]

### Sport
- Der TuS Jaderberg von 1911 ist mit rund 730 Mitgliedern der größte Sportverein der Gemeinde. Er bietet die Sparten Badminton, Fußball, Handball, Korbball, Leichtathletik, Tischtennis, Trampolin, Volleyball und Turnen.[28]
- Weitere Sportvereine sind der Jader Reitclub, der Schützenverein Jaderberg und der Wassersportverein-Jade-Wapel. Alle Vereine sind Mitglied im Kreissportbund Wesermarsch.

## Persönlichkeiten

### Söhne und Töchter der Gemeinde
- Gerhard Ahlhorn (1815–1906), Politiker, Mitglied des Oldenburgischen Landtags und des Deutschen Reichstags
- Diedrich Hobbie (1897–1949), Landwirt und Politiker (NSDAP)
- Wilhelm Büsing (1921–2023), deutscher Vielseitigkeitsreiter, er gewann 1952 zwei olympische Medaillen
- Fredrick Toben, (1944–2020), australischer Rechtsextremist und Holocaustleugner
- Gerold Wefer (* 1944), Geologe und bis 2012 Direktor des Marum der Universität Bremen

### Personen, die mit der Gemeinde in Verbindung stehen
- Walter Spitta (1903–1945), von 1931 bis 1942 evangelischer Pfarrer in Jade, führendes Mitglied der Bekennenden Kirche im Oldenburger Land
- Otto Ammermann (* 1932), Vielseitigkeitsreiter, der 1976 mit der Mannschaft die olympische Silbermedaille gewann, er startete seine Karriere beim Jader Reitclub Jaderberg